# Моніка Жидкова
Моніка Жидкова (чеськ. Monika Žídková; нар. 11 червня 1977, Краварже, Мораво-Сілезький край, ЧССР) — чеська модель, телеведуча та політична діячка. «Міс Європа — 1995», «Міс тисячоліття Чеської Республіки», мер міста Краварже.

## Життєпис
Моніка Жидкова народилася 11 червня 1977 року в місті Краварже. Закінчила Середню педагогічну школу в місті Крнов та у 2001 році Остравський університет.
Під час навчання в Середній педагогічній школі, у 1993 році, стала «Міс Крнов», у 1994 році «Міс Римаржов», а в 1995 році стала першою віце-міс на конкурсі краси «Міс Північна Моравія» та «Місс Моравія».
У 1995 році Моніка Жидкова перемогла на конкурсі краси «Міс Чеська Республіка». Цього ж року Моніка Жидкова презентувала Чехію в Стамбулі на конкурсі «Міс Європа — 1995», та стала його переможницею.
Разом зі своїм чоловіком Петером Бжеском вона заснувала компанію «Miss Cosmetics», яка займається створенням, виробництвом та продажем парфумерії, кремів та косметики.
У 2007 році взяла участь у танцювальному шоу «StarDance… коли зірки танцюють» («чеськ. StarDance… když hvězdy tančí»).
З 2013 по 2014 рік працювала ведучою ранкової програми «Доброго ранку» на Чеському телебаченні.

## Політична кар'єра
У 2014 році Моніка Жидкова була обрана депутаткою міської ради Краварже від руху «За процвітаюче Краварже». 12 листопада 2014 року її було обрано депутатами міської ради мером міста.

## Особисте життя
Моніка Жидкова одружена з Петером Бжеском, весілля відбулось у 1999 році. У подружжя є дочка Ніколь (нар. 2001) та син Давид (нар. 2006).